# Карено
 Тази статия е за ударния кратер на Венера.  За селото в Северна Италия вижте Карено (Италия).  
Карено (на английски: Carreno) е ударен кратер на планетата Венера. Той е с диаметър 57 km и е кръстен на Тереса Карено – венецуелска пианистка и композитор.